# Święta Góra (koło Staświn)
Święta Góra k. Staświn – grodzisko położone w województwie warmińsko-mazurskim, w powiecie giżyckim, w gminie Miłki, odległości ok. 800 m na południowy zachód od wsi Staświny. 
Grodzisko wielofazowe, użytkowane od epoki żelaza aż do co najmniej wczesnego średniowiecza. Wzniesienie usytuowane pomiędzy wysokim brzegiem jeziora Wojnowo i wąwozem wyżłobionym przez strugę Staświnkę, co stwarzało naturalne walory obronne, zaś od strony północnej (gdzie naturalne warunki obronne były gorsze) znajduje się wał zaporowy, którego zewnętrzna wysokość dochodzi do 4 m. Całkowita długość grodziska, mającego kształt trójkąta, wynosi ok. 250 m, zaś długość majdanu, ok. 130 m. W okresie użytkowania terenu grodziska układ hydrograficzny zapewne był nieco odmienny.
Wyróżniane są trzy fazy zasiedlenia grodu: od V w. p.n.e. we wczesnej epoce żelaza (III faza rozwoju kultury kurhanów zachodniobałtyjskich), w okresie wędrówek ludów (grupa olsztyńska) i średniowieczu (Galindia), do początku XIV w. Ostatnia faza, sięgająca czasów krzyżackich, może być wyróżniana jako czwarta. Istnieją przypuszczenia, że wówczas mogło to być miejsce kultu. Później grodzisko było wykorzystywane militarnie, o czym świadczą znaleziska z różnych okresów. W czasie potopu szwedzkiego skonstruowano wał grodziska, bez fosy. W okresie I wojny światowej sięgały tu umocnienia należące do systemu twierdzy Boyen. W okolicy grodziska mogło funkcjonować kilka (dwie, trzy) osad w różnym miejscu i czasie.
W XXI w. na grodzisku organizowane są festyny z elementami nawiązującymi do historii z cyklu „Bój na Świętej Górze  w Staświnach”. 

## Historia badań
Grodzisko było notowane przez kartografów od drugiej połowy XVII w. Od lat 20. XIX w. było przedmiotem badań archeologiczno-historycznych. Archeolodzy zanotowali, że miejscowa ludność określa grodzisko mazurską nazwą Swinta Gura/Swinta Gora i wiąże je z legendami. Ówcześnie funkcjonowały także niemieckie nazwy „Heiliger Berg” lub „Pruzzen Höhe”. Ze względu na związek legend z nocą świętojańską, wysunięto przypuszczenia istnienia reliktów obrządków pogańskich. Geolog amatorsko zajmujący się archeologią Hans Hess von Wichdorff, analizując średniowieczne teksty uznał, że gród był siedzibą legendarnego króla Galindów Isegubsa, który miał rezydować na wschód od Giżycka.
W XIX w. kamienie z wału grodziska wykorzystywano do budowy dróg i domów. Wykopaliska archeologiczne prowadzono pod koniec tego wieku i w latach 20. XX w. W 1881 roku rozpoczął je staświński nauczyciel o nazwisku Scherbing, a kontynuował delegowany przez Towarzystwo Prussia H. Lorek. Część znalezisk trafiła do Prussia-Museum w Królewcu i sali pamięci Twierdzy Boyen w Giżycku. Eksponaty z tej drugiej w 1946 roku trafiły do Muzeum Mazurskiego w Olsztynie. Część znalezisk zaginęła lub jest opisana jako pochodząca z nieznanych zasobów poniemieckich. Z kolei część eksponatów przypisywanych Świętej Górze może pochodzić z innych miejsc.
Po II wojnie światowej inwentaryzacją znalezisk i nowymi pracami archeologicznymi kierował Jerzy Antoniewicz. Rozpoczęły się w 1949 roku wraz z powołaniem zabytku archeologicznego. Dalsze wykopaliska, jak również przypadkowe odkrycia wynikające z prac rolniczych, prowadzono do XXI w. Wśród nich były badania Małgorzaty i Macieja Karczewskich w ramach Archeologicznego Zdjęcia Polski w 1998 roku oraz w latach 2005 i 2011–2012.